# Hilko

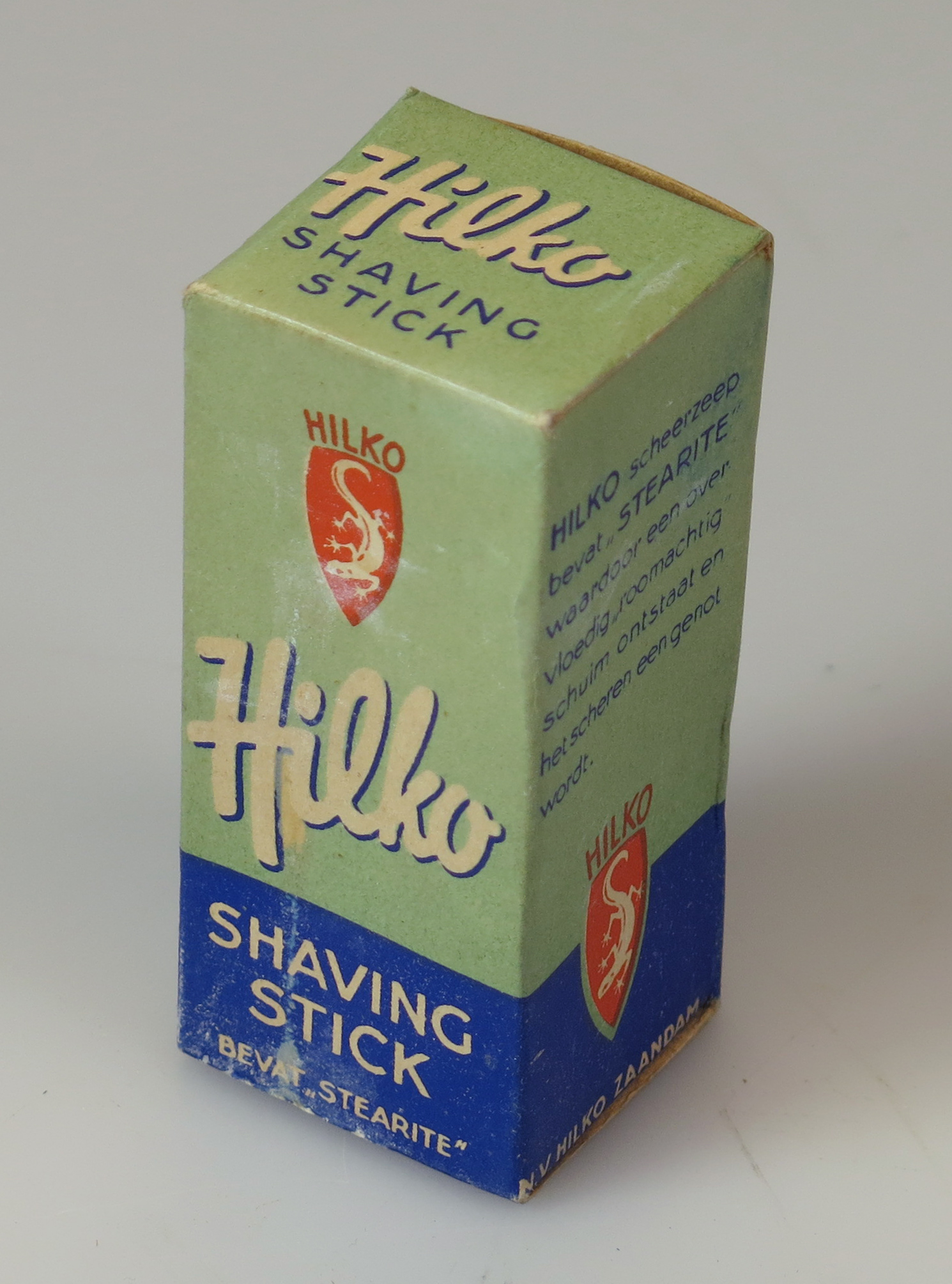
Hilko-scheerzeep

Hilko is de naam van een zeepfabriek te Zaandam die heeft bestaan van 1922 - 2003.
Het bedrijf werd in 1922 opgericht door de zwagers W.A. Hillebrants en G.J. Kok. De bedrijfsnaam is van de namen van de stichters afgeleid. Beide heren kochten de inventaris van een Duitse fabriek, alsmede enkele originele recepten. Ze gingen aan de slag aan de Wilhelminastraat te Zaandijk maar lieten in 1926 een nieuwe fabriek bouwen aan de Oostzijde 388 te Zaandam.
In 1928 werd de ondernemingsvorm omgezet in een N.V. en in 1972 in een B.V. De naam werd: Zeep- en Parfumeriënfabriek Hilko BV. Uiteindelijk kwam het bedrijf, dat toiletzeep en shampoo vervaardigde, in Britse handen. Het heette toen: Hilko Soapworks. er werden 300 verschillende producten vervaardigd.
Op 1 juli 2003 werd het faillissement uitgesproken. Er was een malaise in de zeepindustrie. De zeepvoorraad werd verkocht en de inventaris werd, na enige moeite, verkocht aan Butler & Engeland, een Britse zeepfabrikant.
Het gebouwencomplex, inclusief de schoorsteen, werd verkocht aan een projectontwikkelaar. In 2008 werd het gesloopt om plaats te maken voor appartementen. Een aantal kenmerkende producten en objecten uit het bedrijf bevinden zich tegenwoordig in het Zaans Museum.

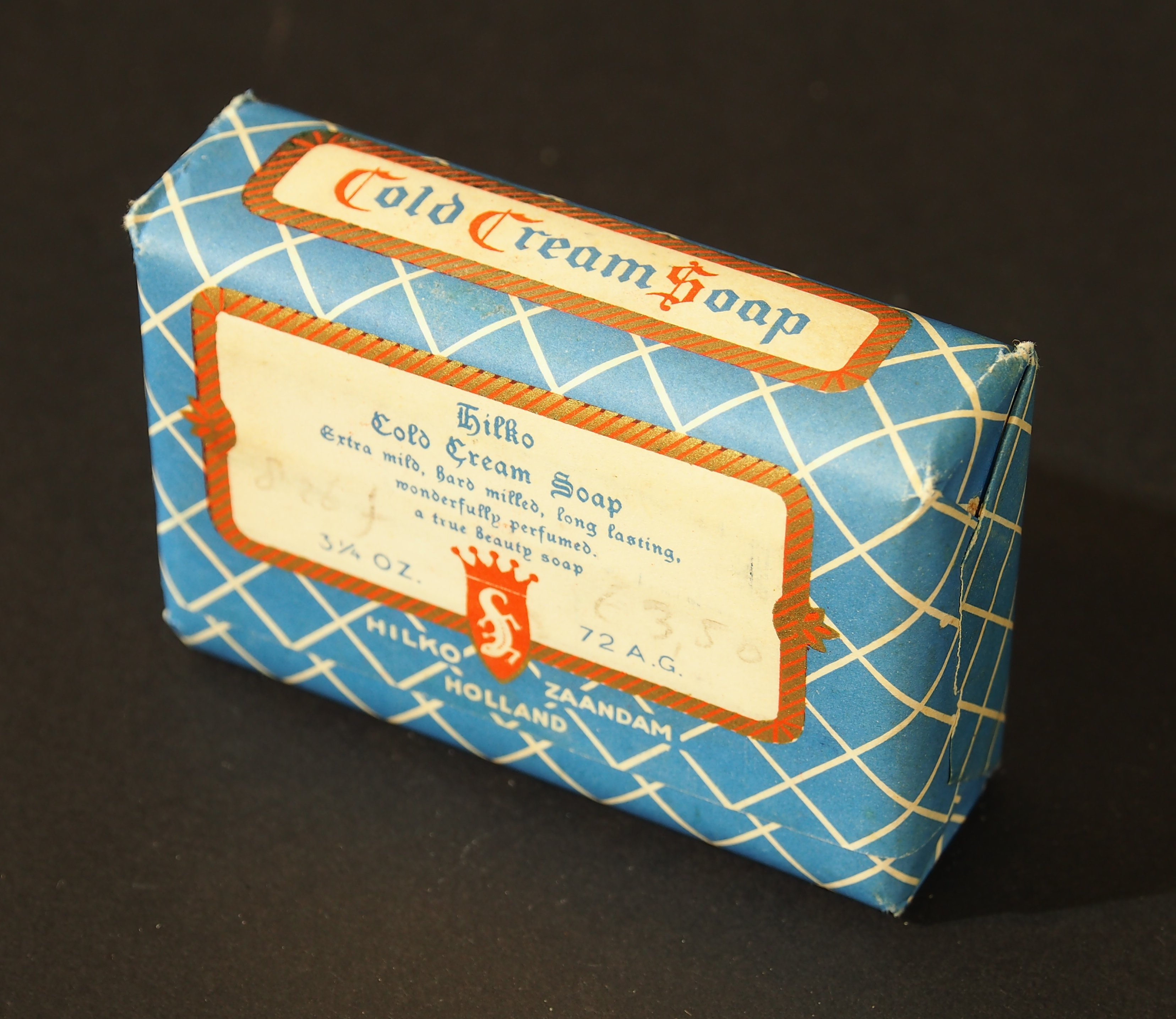
Zeep met Koelzalf